# Saint-Blaise-la-Roche
Saint-Blaise-la-Roche è un comune francese di 220 abitanti situato nel dipartimento del Basso Reno nella regione del Grand Est.

## Società

### Evoluzione demografica
Abitanti censiti